# Jean Boiteux
Vous lisez un « bon article » labellisé en 2010.
Pour les articles homonymes, voir Boiteux.
Jean Boiteux, né le 20 juin 1933 à La Ciotat et mort le 11 avril 2010 à Bordeaux, est un nageur et dirigeant sportif français spécialiste des épreuves de demi-fond en nage libre dans les années 1950. Il est le premier champion olympique français de l'histoire des courses de natation en bassin de 50 m grâce à sa victoire sur 400 m nage libre à Helsinki en 1952, l'image de son père Gaston sautant tout habillé et coiffé d'un béret dans la piscine d'Helsinki après sa victoire a fait le tour du monde. Jean Boiteux demeure durant cinquante-deux années l'unique médaillé d'or français de la discipline, jusqu'au titre de Laure Manaudou en 2004 à Athènes. Il est par ailleurs le sportif français ayant remporté le plus de titres aux Jeux méditerranéens avec Franck Esposito.
Licencié tout jeune au sein du club des Dauphins du Toulouse OEC, il rejoint l'Algérie et plus particulièrement Oran après son titre olympique. Il y représente les clubs de la Glorieuse Marine oranaise et celui de la Joyeuse Union Sportive avant de revenir en métropole où il termine sa carrière avec les Girondins de Bordeaux. Il devient rapidement l'entraîneur de ce club et occupe diverses responsabilités fédérales en Aquitaine. Longtemps directeur technique de la FFN dans cette région, il reste président du club girondin jusqu'à son décès accidentel en 2010.

## Biographie

### Jeunesse
Né à La Ciotat le 20 juin 1933, Jean Boiteux grandit dans une famille où la pratique de la natation sportive relève de la tradition. Son père, Gaston Boiteux, est un ancien spécialiste des courses de traversée mais s'illustre également en bassin lors des Championnats de France 1921 en remportant la médaille d'argent du 500 m nage libre pour le Stade toulousain,. Sa mère, Bibienne Pellegry, dite Bienna Pellegry, dispute deux fois les Jeux olympiques en 1924 à Paris et en 1928 à Amsterdam, terminant à chaque fois cinquième au titre du relais 4 × 100 m nage libre féminin. Entre-temps, elle s'approprie le record de France du 800 m nage libre. Le frère de Bibienne, Salvator Pellegry, participe également aux Jeux de 1924 en nageant les séries éliminatoires des 400 mètres et 1 500 mètres nage libre. À La Ciotat, dans la propriété agricole où la famille Boiteux élève quelque 800 porcs, un des trois bassins de rétention d'eau, de 25 mètres sur 7 mètres, a une double utilité. Jean — et ses frères et sœur Robert, Henri et Marie-Thérèse — y apprennent à nager avant de tous pratiquer ce sport en compétition,,. Des quatre membres de la fratrie, Jean se révèle le plus doué. Durant la Deuxième Guerre mondiale, il passe deux années dans un internat au Puy.
Conscient des dispositions de son fils — Jean Boiteux est le prototype du nageur moderne avec une taille fine, de longs bras et de grands pieds —, Gaston Boiteux contacte en 1946 Alban Minville, célèbre entraîneur d'Alex Jany. Une rencontre a lieu à Marseille en septembre à l'occasion de la « Semaine des Records » durant laquelle Jany bat le record du monde du 200 m sous les yeux d'un Jean Boiteux fasciné. Convaincu, Gaston prend alors la décision d'envoyer son fils âgé de quatorze ans étudier au lycée Saint-Joseph de Toulouse et de rejoindre l'effectif des Dauphins du TOEC, le meilleur club national dans lequel officie Minville qui prend donc l'adolescent sous son aile dès septembre 1947,. Ce dernier, décrit à la fois comme autoritaire et protecteur et dont les talents de formateur sont reconnus, a l'habitude de mener de jeunes nageurs au haut niveau,. L'un de ses autres élèves, Alfred Nakache, de dix-sept années l'aîné de Boiteux, joue un rôle similaire auprès de son cadet durant cette période. Deux ans après son arrivée dans la Haute-Garonne, Jean Boiteux remporte ses premières médailles aux Championnats de France 1949. Après s'être illustré en prenant la troisième place du 100 m nage libre cadets, il dispute avec succès des épreuves élites de relais. Effectuant le parcours de dos, il remporte son premier titre de champion de France lors du relais 3 × 100 m trois nages (dos, brasse ou brasse papillon, et libre) avec ses partenaires de club Nakache et Alex Jany. Ce dernier, détenteur de records du monde et multiple médaillé en championnat international, est l'idole déclarée du jeune Jean Boiteux. Dans la piscine parisienne des Tourelles, il ajoute deux autres titres en relais. L'année suivante, il est victime d'un accident de ski qui l'empêche de s'entraîner normalement mais lui permet, ne pouvant se servir de ses jambes un moment, de muscler le haut de son corps et ainsi d'augmenter sa puissance, son point faible jusqu'alors. Quelque temps après, lors des Championnats de France disputés à Paris, il décroche deux premiers titres individuels sur 400 et 1 500 m, des performances lui permettant d'honorer une première sélection internationale pour un match France-Angleterre organisé à Exmouth. Peu après, il participe aux Championnats d'Europe à Vienne en Autriche. Il y remporte trois médailles d'argent (400 m, 1 500 m, relais 4 × 200 m) prenant entre autres la deuxième place du 400 m nage libre derrière son compatriote Jany qu'il avait pourtant battu aux Championnats de France quelques semaines plus tôt,.
En 1951, Jean Boiteux bat plusieurs records chronométriques. Le 10 juillet 1951, dans le petit bassin du Cercle des nageurs de Marseille, il réalise un temps de 4 min 33 s 3 sur 400 m nage libre signant ainsi les records de France et d'Europe. Moins d'un mois plus tard, le 2 août, toujours à Marseille, il fait partie du relais 4 × 200 m — avec Joseph Bernardo, Willy Blioch et Alex Jany — qui s'approprie le record du monde en 8 min 33 s contre 8 min 40 s 6 pour le précédent record établi quatre mois plus tôt au Brésil par le Tokyo Swimming Club des Japonais Hironoshin Furuhashi et Shiro Hashizume. Ôtant sept secondes et six dixièmes au temps de référence nippon, le relais français se montre constant sous les 2 minutes et 10 secondes par nageur, une moyenne record. En octobre, se tiennent à Alexandrie en Égypte les premiers Jeux méditerranéens. Le Français y remporte trois médailles d'or en réalisant le doublé 400–1 500 m nage libre,.

### Titre olympique à Helsinki

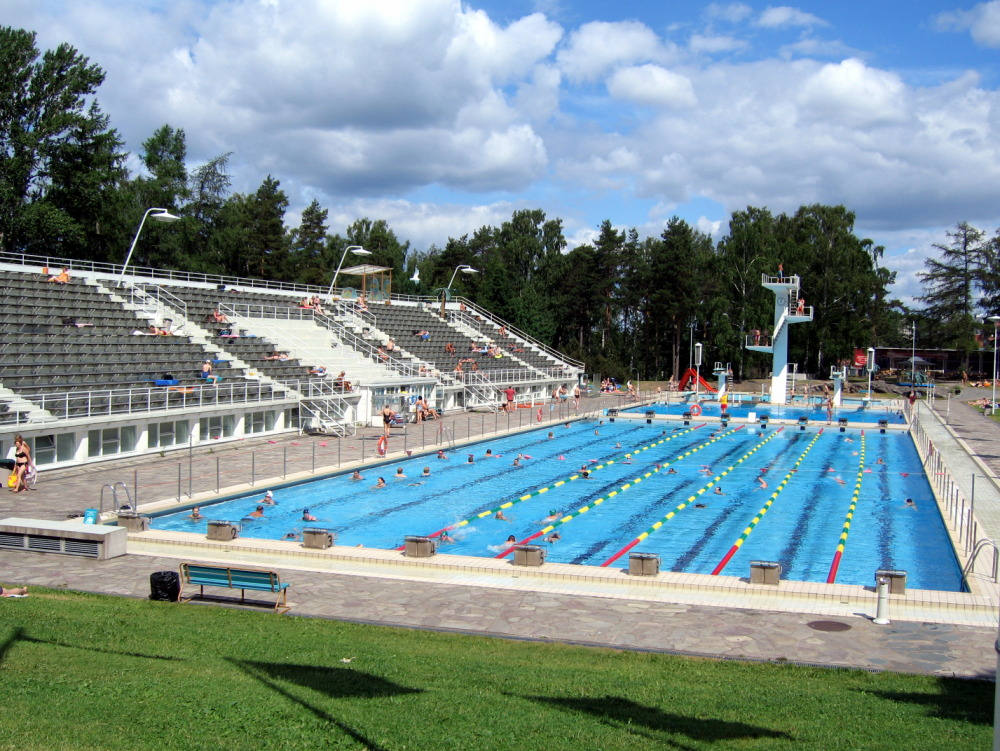
Le stade nautique d'Helsinki, théâtre des épreuves de natation sportive des Jeux olympiques de 1952.

Aux Jeux olympiques de 1952 organisés à Helsinki en Finlande, la délégation française se présente ambitieuse à la suite des nombreux records du monde battus par les nageurs tricolores durant l'olympiade. Vingt ans après la décevante médaille d'argent de Jean Taris aux Jeux d'Amsterdam (deuxième à un dixième du vainqueur), Jean Boiteux représente l'espoir d'un premier titre olympique français dans l'histoire des courses de natation. Malgré la meilleure performance mondiale de l'année sur 400 m, son objectif se veut modeste, uniquement chronométrique révèle-t-il après coup. Quelque temps avant le rendez-vous, Jean Boiteux se distingue en battant six records de France et trois records d'Europe en l'espace d'un mois de début juin à début juillet, d'où un légitime statut de favori sur les épreuves individuelles.

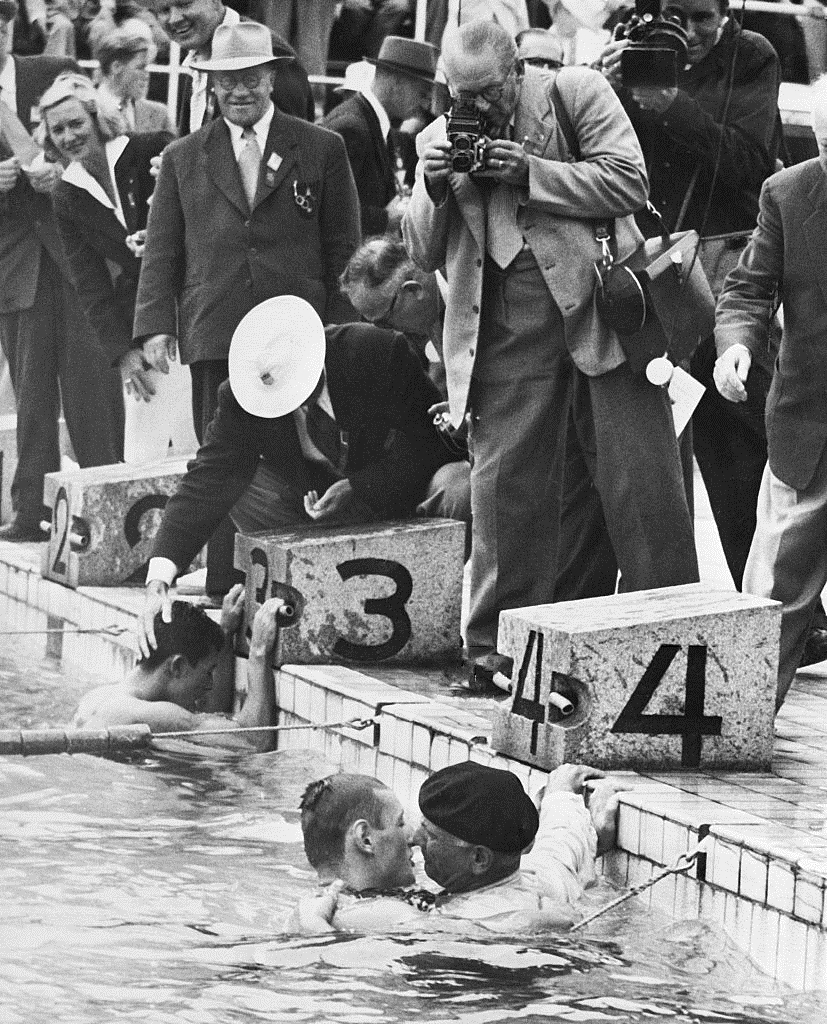
Les Boiteux père et fils dans la piscine olympique d'Helsinki.

Mais d'abord aligné au sein du relais 4 × 200 m nage libre avec Aldo Eminente, Joseph Bernardo et Alex Jany, il décroche la médaille de bronze à plus de quatorze secondes du quatuor américain vainqueur de la médaille d'or. En lutte pour cette troisième place avec le relais suédois, Jean Boiteux est lancé au pied du podium par Jany avec six mètres de retard sur le Suédois Johansson. Auteur d'un parcours lancé de 2 min 6 s 4, le Français rattrape et dépasse son vis-à-vis. Vient ensuite le 400 m nage libre44. Aisément qualifié pour les demi-finales, le nageur reçoit le conseil de son entraîneur Alban Minville. Ce dernier demande à son élève de prendre l'avantage psychologique sur l'un de ses principaux adversaires, le Suédois Per-Olof Östrand, en le devançant lors de leur demi-finale commune. Celui-ci venait en effet de clamer son statut de favori après avoir réalisé le meilleur temps des séries, record olympique à la clé. Jean Boiteux s'exécute en la remportant en 4 min 33 s 1 contre 4 min 33 s 6 pour le Suédois, améliorant de plus de cinq secondes le record olympique et approchant d'un dixième de seconde le meilleur temps mondial du Japonais Hironoshin Furuhashi sur la distance, datant de 1949. La finale a lieu le 30 juillet 1952 avec sept concurrents : le Suédois Östrand, les Américains Ford Konno, Wayne Moore, James McLane, le Japonais Furuhashi, le Sud-Africain Peter Duncan et le Britannique John Wardrop. Jean Boiteux est lui plus que jamais favori d'une finale stratégiquement préparée par Alban Minville.

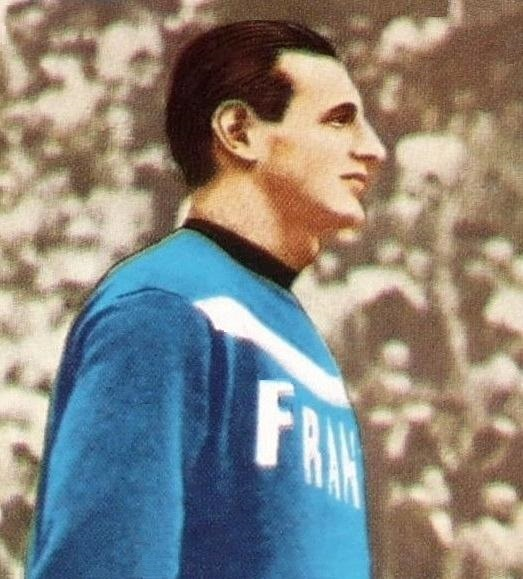
Jean Boiteux sur le podium du 400 m nage libre, Helsinki 1952 (JO).

Suivant les consignes de son entraîneur, le nageur français démarre l'épreuve tranquillement sur les 200 premiers mètres faisant course égale avec Konno, Östrand suivant un mètre derrière,. Passant en tête au virage, il accélère comme convenu durant les cinquième et sixième longueurs de bassin afin d'user l'Américain et de faire craquer le Suédois. Fameux pour ses retours en fin de course, l'Hawaïen Konno actionne son effort dans les 50 derniers mètres, insuffisant toutefois pour rattraper Boiteux qui remporte la course, tandis qu'Östrand termine épuisé à plus de quatre secondes du duo,. Avec un temps de 4 min 30 s 7, Jean Boiteux réalise le nouveau record olympique de la distance, ainsi que la meilleure performance mondiale en grand bassin, non reconnue toutefois comme étant le nouveau record du monde. À peine la course finie, son père se jette à l'eau entièrement habillé et béret sur la tête pour l'embrasser et le féliciter alors que les autres nageurs terminent leur course. Son père avait en effet parié avec un photographe qu'il plongerait de la sorte dans la piscine en cas de victoire. Les clichés photographiques de cette scène sont parmi les plus mémorables de l'histoire de la natation et font la une de la plupart des quotidiens le lendemain,,, ; sponsor olympique, Coca-Cola demandera même à utiliser cette scène dans un spot publicitaire plus tard. De même, en 2000, le Musée olympique présente un cliché de cette scène durant l'exposition « Cent photos pour un siècle de sport ». Dès le lendemain, Jean Boiteux dispute sans succès les séries éliminatoires du 1 500 m nage libre, une véritable déception avoue-t-il après car, plus que le 400 m, il avait avant tout préparé cette course. Ayant choisi de s'économiser mais aussi « déconcentré » par sa médaille d'or, il remporte sa série avec aisance mais ne réalise que le neuvième temps global et ne peut donc accéder à la finale que disputent les huit meilleurs temps,,,. Après cette élimination, il refuse la proposition de son compatriote Bernardo, qualifié lui pour la finale, qui souhaite alors lui céder sa place. Ford Konno en profite donc pour remporter la course, sa troisième médaille et son premier titre individuel. Le titre olympique vaut à Jean Boiteux d'être invité à l'Élysée par le président de la République Vincent Auriol et d'être sacré à la fin de l'année Champions des champions français par le quotidien sportif L'Équipe.

### Suite et fin de carrière
Durant l'année 1953, Jean Boiteux décide de prendre du recul avec le sport en prenant une année sabbatique. Avant son retour l'année suivante, il épouse une femme elle aussi nageuse mais se fâche avec son père,. En 1955, il quitte la métropole pour rejoindre l'Algérie, à Oran, y effectuer son service militaire tout en représentant le club de la Grand Marine oranaise à partir des « France » 1955,. Ces événements influencent grandement les performances du nageur et l'éloignent progressivement du niveau qu'était le sien en 1952. Ainsi, deux ans après son titre olympique, lors des Championnats d'Europe 1954 se tenant à Turin, il ne remporte qu'une seule médaille au titre du relais français 4 × 200 m nage libre, battu par le quatuor hongrois. En individuel, loin de la forme qui lui avait permis de triompher en Finlande, il termine cinquième de la finale du 400 m nage libre à plus de deux secondes du podium et quatre de la victoire. Il justifie alors son échec en arguant s'être disputé avec un juge avant la course. En août 1955, à Bellerive-sur-Allier, il est battu pour la première fois sur 400 m nage libre aux Championnats de France, par Guy Montserret, sociétaire de l'UNI Constantine. Il s'impose cependant sur la distance inférieure. Un mois plus tôt, il avait remporté trois médailles aux IIes Jeux méditerranéens disputés à Barcelone, gagnant le 400, le 1 500 et le relais 4 × 200 m nage libre,.
Début août 1956, après qu'il a quitté le GM Oran pour le JUS Oran, les Championnats de France servent d'épreuves sélectives pour désigner les membres de la délégation française en partance pour les Jeux olympiques prévus en décembre à Melbourne en Australie. Théâtre de ces sélections olympiques, la piscine des Tourelles est rénovée est rebaptisée en l'honneur de Georges Vallerey, ancien équipier de Boiteux à Toulouse, décédé des suites d'une maladie deux ans plus tôt. Jean Boiteux y signe un probant triplé 200–400–1 500 m nage libre, battant au passage le record de France du 200 m mais surtout le record d'Europe du 1 500 m. Une semaine après ces championnats, il améliore le record d'Europe du 400 m nage libre à Marseille. Pour autant, et puisque le 200 m ne figure pas au programme olympique, le Français se présente en Australie avec de maigres espoirs de succès car la natation australienne se révèle au meilleur niveau de performances en cette année 1956. Preuve en est son élimination prématurée en séries du 400 m nage libre olympique à Melbourne, et donc l'impossibilité de défendre son titre olympique. Auteur d'un temps de 4 min 37 s 9, un chrono largement suffisant pour passer en finale en 1952, Boiteux ne se positionne qu'au neuvième rang global et ne participe donc pas à la finale. Celle-ci est facilement remportée par l'Australien Murray Rose qui, en 4 min 27 s 3, bat le record du monde officiel et subtilise le record olympique au nageur français, alors ancien record du monde officieux en grand bassin,. Sur 1 500 m, Jean Boiteux est le seul Européen réussissant à atteindre la finale. Mais il ne termine que sixième de celle-ci dans un temps bien supérieur à son record d'Europe qui ne pouvait de toute façon pas rivaliser avec les temps des trois premiers de cette course, en tête desquels Murray Rose décroche un troisième titre olympique.
Doublement battu aux Championnats de France 1957 par Guy Montserret,, Jean Boiteux retrouve le succès au niveau national l'année suivante en réalisant pour la troisième fois de sa carrière le triplé 200–400–1 500 m, bien loin cependant des meilleurs temps mondiaux. Il remporte à cette occasion les derniers titres de champion de France de sa carrière. Il monte pour la dernière fois sur un podium en 1961 en prenant la troisième place du 200 m papillon. L'année précédente, en 1960, il participe pour la troisième fois aux Jeux olympiques à Rome. Seulement aligné au sein du relais 4 × 200 m, il est éliminé en réalisant avec ses partenaires le douzième temps des séries. Il se retire des bassins en 1961 après une ultime médaille individuelle aux Championnats de France sur 200 m papillon.

### Reconversion
À son retour d'Algérie et avant les Jeux olympiques de 1956, Jean Boiteux prépare sa reconversion en réclamant une activité professionnelle aux autorités fédérales. L'année suivante, il est nommé Conseiller technique régional (CTR) auprès de la Fédération française en région Aquitaine, poste qu'il occupe jusqu'à sa retraite. Dans les années 1980, il assure dix années durant des responsabilités syndicales en présidant le Syndicat national des activités physiques et sportives (SNAPS),. Actif au niveau fédéral, il se présente sans succès à la présidence de la FFN en 1995 afin d'empêcher la destruction de la Piscine du Grand-Parc où s'entraîne son club. Parallèlement, il intervient régulièrement dans les colonnes du quotidien régional Sud Ouest en qualité de consultant mais aussi de pigiste.
Pratiquant le water-polo dans les dernières années de sa carrière sportive, il fait quelques infidélités remarquées à sa retraite en nageant par exemple en 1987, à 54 ans, le relais 10 × 100 m des Championnats de France à la suite du forfait de dernière minute d'un nageur de son club des Girondins de Bordeaux (il réalise alors 1 min 11 s 8 au 100 m lancé). De même, en 2006, à 73 ans, il participe à un relais 100 × 100 m organisé par le club rival de la cité bordelaise, l'Union Saint-Bruno. Longtemps entraîneur de la section natation des Girondins de Bordeaux, il en devient le président en 1998. Toujours dans la région bordelaise, il crée et organise le Grand Prix de Bordeaux dès 1973,, et demeure jusqu'à son décès éducateur et entraîneur dans les sections d'enfants au sein des Girondins qu'il préside également jusqu'à son décès. Fait officier de la Légion d'honneur en 1996, il est aussi désigné Champions des champions français par le quotidien L'Équipe en 1952 après son titre olympique. Il a également le titre de « Gloire du sport » attribué par la Fédération des internationaux du sport français. Enfin, en 1982, l'International Swimming Hall of Fame, l'intègre à son panthéon de la natation mondiale,.
Le 11 avril 2010, à deux jours du début des Championnats de France, il décède accidentellement en chutant d'une échelle dans le quartier de Caudéran à Bordeaux où il réside. Plusieurs hommages lui sont rendus durant les jours suivants. Il avait 76 ans, était marié et père de deux enfants. Il est inhumé dans le caveau familial au cimetière Sainte-Croix de La Ciotat.

## Palmarès

### Jeux olympiques
En trois participations aux Jeux olympiques d'été, Jean Boiteux a remporté deux médailles dont une en or. Sacré en 1952 à Helsinki sur 400 m nage libre, il devient le premier champion olympique de l'histoire de la natation de course française. Il demeure jusqu'en 2004, et la victoire de Laure Manaudou sur 400 m nage libre à Athènes, l'unique champion olympique français dans cette discipline. Quatre ans plus tard, en 2008 à Pékin, il est rejoint au palmarès masculin par Alain Bernard titré sur 100 m nage libre.
| Épreuve / Édition    | Helsinki 1952                     | Melbourne 1956             | Rome 1960                  |
| 400 m nage libre     | Or 4 min 30 s 7 – RO              | 9e des séries 4 min 37 s 9 | —                          |
| 1 500 m nage libre   | 9e temps des séries 19 min 12 s 3 | 6e 19 min 38 s 3           | —                          |
| 4 × 200 m nage libre | Bronze 8 min 45 s 9               | 9e des séries 8 min 56 s 5 | 9e des séries 8 min 41 s 2 |

### Championnats d'Europe et Jeux méditerranéens
En deux participations aux Championnats d'Europe, Jean Boiteux n'a pas remporté la moindre médaille d'or mais a décroché quatre médailles d'argent dont deux en épreuve individuelle. Ayant par ailleurs participé aux trois premières éditions des Jeux méditerranéens, il compte dans cette compétition huit médailles, six en or dont quatre en individuel.
| Épreuve / Édition    | Championnats d'Europe | Championnats d'Europe |                  | Jeux méditerranéens | Jeux méditerranéens | Jeux méditerranéens |
| Épreuve / Édition    | Vienne 1950           | Turin 1954            | Alexandrie 1951  | Barcelone 1955      | Beyrouth 1959       |                     |
| 100 m nage libre     | —                     | —                     | Bronze 1 min     | —                   | —                   |                     |
| 400 m nage libre     | Argent 4 min 50 s 1   | 5e 4 min 43 s 2       | Or 4 min 47 s 50 | Or 4 min 42 s 2     | 4e 4 min 49 s       |                     |
| 1 500 m nage libre   | Argent 19 min 48 s 5  | —                     | Or 19 min 32 s 9 | Or 19 min 14 s 1    | —                   |                     |
| 4 × 200 m nage libre | Argent 9 min 10 s     | Argent 8 min 54 s 1   | Or 9 min 5 s 2   | Or 9 min 3 s 8      | Bronze 9 min 9 s 7  |                     |

### Championnats de France
Jean Boiteux a été médaillé aux Championnats de France de natation en grand bassin à 37 reprises lors de douze différentes éditions entre 1949 et 1961. Il compte en tout et pour tout 21 titres dont 15 remportés dans des épreuves individuelles,.
| Édition / Épreuve         | Nage libre | Nage libre          | Nage libre          | Nage libre            | Nage libre      | Nage libre       | Papillon | Medley          |
| Édition / Épreuve         | 100 m      | 200 m               | 400 m               | 1 500 m               | 4 × 200 m       | 10 × 100 m       | 200 m    | 3 × 100 m       |
| 1949 Paris                | —          | —                   | —                   | —                     | Or 9 min 33 s 2 | Or 10 min 49 s 8 | —        | Or 3 min 29 s 3 |
| 1950 Paris                | —          | Bronze              | Or 4 min 49 s 8     | Or 20 min 3 s 2       | Or 9 min 27 s 8 | Argent           | —        | Or 3 min 30 s   |
| 1951 Bordeaux             | —          | Or 2 min 10 s 5     | Or 4 min 41 s 2     | Or 19 min 47 s        | —               | Argent           | —        | —               |
| 1952 Paris                | Bronze     | Or 2 min 10 s 8     | Or 4 min 51 s 8     | Argent                | Or 9 min 31 s 4 | Bronze           | —        | Argent          |
| 1954 Paris                | —          | Argent              | Or 4 min 50 s 1     | Argent                | —               | —                | —        | —               |
| 1955 Bellerive-sur-Allier | —          | Or 2 min 11 s 2     | Argent 4 min 42 s 6 | —                     | —               | —                | —        | —               |
| 1956 Paris                | —          | Or 2 min 8 s 3 – RF | Or 4 min 41 s 7     | Or 18 min 25 s 2 – RE | —               | —                | —        | —               |
| 1957 Paris                | —          | —                   | Argent              | Argent                | —               | —                | —        | —               |
| 1958 Paris                | —          | Or 2 min 11 s       | Or 4 min 41 s 8     | Or 19 min 10 s 7      | —               | —                | —        | —               |
| 1959 Alger                | —          | Argent              | Argent              | —                     | —               | —                | —        | —               |
| 1960 Paris                | —          | Bronze              | —                   | —                     | —               | —                | —        | —               |
| 1961 Paris                | —          | —                   | —                   | —                     | —               | —                | Bronze   | —               |

## Records

### Record du monde
Jean Boiteux n'a battu qu'un record du monde reconnu par la Fédération internationale. Le 2 août 1951, dans le bassin d'eau de mer de 25 mètres du club du Cercle des nageurs de Marseille, il fait partie du relais 4 × 200 m nage libre français qui bat le record du monde en 8 min 33 s,,. Le quatuor, composé outre Boiteux de Joseph Bernardo, de Willy Blioch et Alex Jany, enlève sept secondes et six dixièmes au précédent record établi le 2 avril 1950 à Marília par les Japonais du Tokyo Swimming Club, également dans un bassin de 25 mètres. Le temps français est battu le 16 février 1952 par le relais de l'université Yale qui, dans son bassin de 25 mètres de New Haven, réalise un temps de 8 min 29 s 4.
Bien qu'étant le temps le plus rapide de l'histoire en bassin de 50 mètres, les 4 min 30 s 7 réalisées en finale du 400 mètres nage libre lors des Jeux olympiques de 1952 à Helsinki ne peuvent constituer un record du monde. En effet, il faut attendre 1957 pour que les performances en petit et en grand bassin soient considérées différemment pour établir les tableaux de records. Ainsi, à l'époque de la performance d'Helsinki, c'est l'Australien John Marshall qui détient le record du monde officiel en 4 min 26 s 9, une performance réalisée le 24 mars 1951 dans un bassin de 25 yards. Record du monde officieux en grand bassin, le temps de Boiteux est lui qualifié de « meilleure performance mondiale en grand bassin ».

### Records d'Europe
Considérant le record du monde du relais 4 × 200 m nage libre comme étant également le temps de référence européen, Jean Boiteux a battu dix records d'Europe durant sa carrière dont neuf dans des épreuves individuelles,.
| Épreuve            | Temps         | Information / Compétition                     | Lieu               | Date              |
| 400 m nage libre   | 4 min 33 s 3  | Bassin de 25 mètres                           | Marseille, France  | 10 juillet 1951   |
| 400 m nage libre   | 4 min 32 s 6  | Bassin de 25 mètres                           | Toulouse, France   | 26 juin 1952      |
| 400 m nage libre   | 4 min 30 s 7  | Jeux olympiques de 1952 (bassin de 50 mètres) | Helsinki, Finlande | 30 juillet 1952   |
| 400 m nage libre   | 4 min 29 s    | Bassin de 25 mètres                           | Marseille, France  | 17 août 1956      |
| 500 m nage libre   | 5 min 46 s 10 | Piscine Georges Louis                         | Casablanca, Maroc  | 26 septembre 1952 |
| 800 m nage libre   | 9 min 38 s 2  |                                               | Toulouse, France   | 9 juillet 1952    |
| 1 500 m nage libre | 19 min 7 s 8  | Duel France-Yougoslavie                       | Paris, France      | 7 juin 1952       |
| 1 500 m nage libre | 18 min 40 s 8 |                                               | Toulouse, France   | 20 juin 1952      |
| 1 500 m nage libre | 18 min 25 s 2 | Championnats de France 1956                   | Paris, France      | 10 août 1956      |

### Records de France
Considérant les records du monde et d'Europe battus par Jean Boiteux comme étant également des temps de référence nationaux, le nageur français a battu au moins treize records de France listés ci-dessous.
| Épreuve            | Temps         | Information / Compétition                     | Lieu               | Date              |
| 200 m nage libre   | 2 min 8 s 3   | Championnats de France                        | Paris, France      | 11 août 1956      |
| 400 m nage libre   | 4 min 33 s 3  | Bassin de 25 mètres                           | Marseille, France  | 10 juillet 1951   |
| 400 m nage libre   | 4 min 32 s 6  | Bassin de 25 mètres                           | Toulouse, France   | 26 juin 1952      |
| 400 m nage libre   | 4 min 30 s 7  | Jeux olympiques de 1952 (bassin de 50 mètres) | Helsinki, Finlande | 30 juillet 1952   |
| 400 m nage libre   | 4 min 29 s    | Bassin de 25 mètres                           | Marseille, France  | 17 août 1956      |
| 500 m nage libre   | 5 min 52 s 20 |                                               | Marseille, France  | 14 juin 1951      |
| 500 m nage libre   | 5 min 46 s 10 | Piscine Georges Louis                         | Casablanca, Maroc  | 26 septembre 1952 |
| 800 m nage libre   | 10 min 5 s 9  | Duel France-Yougoslavie                       | Paris, France      | 7 juin 1952       |
| 800 m nage libre   | 9 min 51 s 5  |                                               | Toulouse, France   | 20 juin 1952      |
| 800 m nage libre   | 9 min 38 s 2  |                                               | Toulouse, France   | 9 juillet 1952    |
| 1 500 m nage libre | 19 min 7 s 8  | Duel France-Yougoslavie                       | Paris, France      | 7 juin 1952       |
| 1 500 m nage libre | 18 min 40 s 8 |                                               | Toulouse, France   | 20 juin 1952      |
| 1 500 m nage libre | 18 min 25 s 2 | Championnats de France 1956                   | Paris, France      | 10 août 1956      |

## Hommages posthumes
Son nom a été donné à six piscines en France :
- piscine de Dammarie-lès-Lys
- piscine de Draguignan
- piscine de La Ciotat
- piscine de Toulouse
- piscine de Bordeaux (piscine judaïque)
- et en 2013, à une piscine parisienne dans le 12e arrondissement[47].

Son nom a aussi été attribué à une rue de Champcevinel, et à une allée de Périgueux.
Stade Jean Boiteux à Aubagne